# Žaba (župa)
Žaba (još i Zažablje te Žapsko) je bila srednjovjekovna župa Humske zemlje.
Prvi put se spominje u Ljetopisu popa Dukljanina u 12. stoljeću. Obuhvaćala je prostor oko planine Žabe koja je dijelila na kontinentalni dio (sjeverno od planine) i primorski (južno od planine). Na sjeveru je graničila sa župom Luka, na istoku sa župom Dubrave, na zapadu sa župom Popovo, a na jugu sa župom Primorje.
Župi su pripadala sela Ošlje, Stupa, Topolo, Imotica, Štedro, današnji Klek, mjesto Gradina na Maloj Neretvi, u kome je oko 1382. godine sagrađen grad Brštanik, područje Slivna, te u današnjoj Hercegovini Neum, Vranjevo Selo, Hutovo, Gradac, Glumina i Svitava.
U 14. stoljeću velikim dijelovima Zažablja vladali su plemići Nikolići, a u 15. stoljeću Kosače. Središte župe najprije je bilo u Ošlju, a poslije u Vranjevu Selu i Gradcu. Osmanlije su tijekom 1480-ih osvojili područje župe, te ga priključili sandžaku Hercegovina, odnosno Bosanskom pašaluku.

## Vanjske poveznice
- Zemljovid župe Žabe[neaktivna poveznica] (stranica Povjerenstva za očuvanje nacionalnih spomenika Bosne i Hercegovine, pristupljeno 21. svibnja 2018.)